# موقع (حالمين)

تعديل مصدري - تعديل

موقع هي إحدى قرى عزلة حبيل الريدة بمديرية حالمين التابعة لمحافظة لحج، بلغ تعداد سكانها 100 نسمة حسب تعداد اليمن لعام 2004.